# Blackwater (Arizona)
Blackwater es un lugar designado por el censo ubicado en el condado de Pinal en el estado estadounidense de Arizona. En el Censo de 2010 tenía una población de 1062 habitantes y una densidad poblacional de 22,85 personas por km².

## Geografía
Blackwater se encuentra ubicado en las coordenadas 33°3′1″N 111°35′13″O / 33.05028, -111.58694. Según la Oficina del Censo de los Estados Unidos, Blackwater tiene una superficie total de 46.47 km², de la cual 46.47 km² corresponden a tierra firme y (0.01%) 0 km² es agua.

## Demografía
Según el censo de 2010, había 1.062 personas residiendo en Blackwater. La densidad de población era de 22,85 hab./km². De los 1.062 habitantes, Blackwater estaba compuesto por el 3.77% blancos, el 0.66% eran afroamericanos, el 88.23% eran amerindios, el 0% eran asiáticos, el 0.09% eran isleños del Pacífico, el 2.54% eran de otras razas y el 4.71% pertenecían a dos o más razas. Del total de la población el 22.13% eran hispanos o latinos de cualquier raza.